# Esteban Parrochia
Esteban Parrochia Beguín (Santiago de Chile, 1924 - 26 de junio de 2013) fue un médico chileno, Premio Nacional de Medicina en 2008.
Cursó sus estudios básicos y medios en el Instituto de Humanidades Luis Campino, y se tituló de médico en la Facultad de Medicina de la Universidad de Chile en 1950, donde se especializó en medicina interna, y ejerció durante 32 años como jefe del servicio de medicina interna del Hospital San Juan de Dios de Santiago. Entre 1964 y 1978, estuvo encargado de la regionalización docente-asistencial en el Hospital Regional de Temuco y otros veintiocho hospitales de las redes asistenciales de La Araucanía, región donde también fue promotor de la creación de la Facultad de Medicina de la Universidad de La Frontera.
Exonerado por la dictadura en 1981, fue reintegrado posteriormente al Hospital San Juan de Dios, sede del campus Occidente de la Facultad de Medicina de la Universidad de Chile, donde fue encargado de la programación, realización, supervisión y evaluación de la enseñanza de postgrado del Servicio de Medicina, recalcando en los becarios la importancia de la atención primaria de salud. Publicó más de 350 publicaciones en revistas nacionales y extranjeras. Además, fue miembro de número de  la Academia de Medicina del Instituto de Chile desde el año 1986, Profesor Emérito de Medicina de la Universidad de la Frontera, y autor de cerca de 350  publicaciones clínicas de administración y docencia médica.
En 1998 fue reconocido como "Maestro de la Medicina Chilena" por la Sociedad Médica de Santiago y la Sociedad Chilena de Medicina Interna, y ocho años después fue distinguido con la medalla Rector Juvenal Hernández que otorga la Universidad de Chile a sus académicos destacados. En el año 2008, sería galardonado como Premio Nacional de Medicina, gracias al reconocimiento que tuvo frente a todo el cuerpo médico nacional, representado por los doctores Alejandro Goic Goic, presidente de la Academia Chilena de Medicina; Juan Luis Castro, presidente del Colegio Médico de Chile; Andrés Heerlein, presidente de la Asociación de Sociedades Científicas Médicas de Chile; y Gonzalo Grebe, presidente de la Asociación de Facultades de Medicina.
En su homenaje, las salas de la Biblioteca de Medicina de la Universidad de Chile y la sala de conferencias del Centro de Diagnóstico y Tránsito del Hospital San Juan de Dios, llevan su nombre. Ejerció su profesión hasta sus últimos días, trabajando como médico en el Centro de Referencia de Salud Dr. Salvador Allende de Pudahuel.

## Publicaciones
- "Clasificación y Esquemas Diagnósticos Clínicos" (1.ª edición: 1998; segunda edición: 2003). Santiago: Editorial Fundación.
- "Manual de Gastroenterología" (2002). Santiago: Editorial Fundación.